# Матей (комуна)
Матей (рум. Matei) — комуна у повіті Бистриця-Несеуд в Румунії. До складу комуни входять такі села (дані про населення за 2002 рік):
- Бідіу (273 особи)
- Енчу (253 особи)
- Корвінешть (783 особи)
- Матей (782 особи) — адміністративний центр комуни
- Моруц (259 осіб)
- Финтинеле (647 осіб)

Комуна розташована на відстані 316 км на північний захід від Бухареста, 24 км на південний захід від Бистриці, 55 км на північний схід від Клуж-Напоки.

## Населення
За даними перепису населення 2002 року у комуні проживали 2997 осіб.
Національний склад населення комуни:
| Національність | Кількість осіб | Відсоток |
| -------------- | -------------- | -------- |
| румуни         | 1737           | 58,0%    |
| угорці         | 1085           | 36,2%    |
| цигани         | 143            | 4,8%     |
| німці          | 31             | 1,0%     |
| серби          | 1              | < 0,1%   |

Рідною мовою назвали:
| Мова      | Кількість осіб | Відсоток |
| --------- | -------------- | -------- |
| румунська | 1829           | 61,0%    |
| угорська  | 1079           | 36,0%    |
| циганська | 58             | 1,9%     |
| німецька  | 31             | 1,0%     |

Склад населення комуни за віросповіданням:
| Релігія                                       | Кількість осіб | Відсоток |
| --------------------------------------------- | -------------- | -------- |
| православні                                   | 1686           | 56,3%    |
| реформати                                     | 982            | 32,8%    |
| п'ятдесятники                                 | 104            | 3,5%     |
| греко-католики                                | 82             | 2,7%     |
| адвентисти                                    | 47             | 1,6%     |
| лютерани (Синодально-пресвітеріанська церква) | 36             | 1,2%     |
| римо-католики                                 | 25             | 0,8%     |
| баптисти                                      | 23             | 0,8%     |
| лютерани (Аугсбурзького сповідання)           | 1              | < 0,1%   |
| не релігійні                                  | 1              | < 0,1%   |